# آلفا کنده
آلفا کنده (به فرانسوی: Alpha Condé) (متولد ۴ مارس ۱۹۳۸ در شهر بوکه و اصالتاً از نژاد قوم مالینکه) رئیس‌جمهور گینه از دسامبر ۲۰۱۰ تا سپتامبر ۲۰۲۱ . او چندین دهه برای جانشینی دولت‌های گذشته در اپوزیسیون بود ، اما در انتخابات ریاست جمهوری ۱۹۹۳و ۱۹۹۸در برابر رئیس‌جمهور لانسانا کونته شکست خورد. وی رهبری حزب تجمع مردم گینه (RPG)  که یک حزب مخالف است را برعهده داشت، کنده که در انتخابات ریاست جمهوری ۲۰۱۰ دوباره مجددا کاندید شد، در دور دوم رای گیری به عنوان رئیس‌جمهور انتخاب شد. هنگامی که وی در دسامبر به قدرت رسید ، اولین رئیس‌جمهور آزاد منتخب  در تاریخ این کشور به شمار می‌رود. کنده در ۲۰۱۵ با حدود ۵۸درصد آرا ،  و بار دیگر در ۲۰۲۰ با ۵۹/۵ درصد آرا مجدداً انتخاب شد. در آنزمان  اتهام تقلب در انتخابات ۲۰۲۰مطرح شد. 
پس از آنکه در ۲۰۱۰ انتخاب شد ، کنده گفت که گینه را به عنوان یک دموکراسی تقویت می‌کند و با فساد مبارزه خواهد کرد. کنده توسط منتقدانش به تقلب در انتخابات متهم شده بود.
در ۳۰ژانویه ۲۰۱۷، کنده  جانشین ادریس دبی از چاد شد و  به عنوان رئیس اتحادیه آفریقا  انتخاب شد.در ۲۸ ژانویه ۲۰۱۸، پل کاگامه رئیس جمهور رواندا جانشین وی شد.
آلفا کنده در ۵ سپتامبر ۲۰۲۱،در کودتای ۲۰۲۱ گینه که توسط ارتش گینه صورت گرفت دستگیر و حکومتش سرنگون شد.

## زندگی‌نامه
وی در سن ۱۵ سالگی جهت تحصیل به کشور فرانسه رفت و پس از گذراندن دوره دبیرستان وارد دانشگاه سوربن شد. آلفا کنده پس از پایان تحصیلات در دانشگاه سوربن موفق به کسب دکترای حقوق از دانشکده حقوق پاریس شد. پس از گذراندن ۶ سال در دانشکده حقوق و علوم اقتصادی پاریس به درجه پروفسوری و استادی دانشگاه رسید و سپس وارد مدرسه عالی ارتباطات شد.
وی همزمان در سندیکای آموزش عالی ملی فرانسه فعالیت می‌نمود و انجمن دانشجویان گینه‌ای و اتحادیه دانشجویان آفریقای سیاه در فرانسه را تأسیس و رهبری نمود.
آلفا از ابتدای جوانی با سیاست‌های حکومت‌های حاکم در گینه مخالف بود. او به عنوان مخالف تاریخی گینه شناخته می‌شود. در سال ۱۹۷۰ و در زمان ریاست جمهوری احمد سکوتوره وی به صورت غیابی به مرگ محکوم شد و این امر باعث شد مدتی از کشور خود دور بماند.
پس از مرگ احمد سکو توره و به قدرت رسیدن ژنرال لانسانا کنته در کودتای ۱۹۸۴، آلفا کنده که رقیب جدی لانسانا کنته به شمارمی‌رفت، در سال ۱۹۹۳ خود را نامزد انتخابات ریاست جمهوری نمود. وی در این انتخابات (که به گفته ناظران بین‌المللی انتخاباتی پر تقلب بود) شکست خورد.
در سال ۱۹۹۸ آلفا مجدداً نامزد انتخابات ریاست جمهوری شد ولی قبل از پایان رای‌گیری به همراه دیگر رهبران مخالفین دستگیر و به زندان انداخته شد و لانسانا کونته مجدداً پیروز انتخابات معرفی شد. آلفا کنده بیش از ۲۰ ماه قبل از برگزاری دادگاه زندانی بود و در سال ۲۰۰۰ به جرم اختلال در امنیت ملی به تحمل ۵ سال حبس محکوم شد. فشارهای بین‌المللی و میانجیگر ی‌های مسئولین دولتهای غربی همچون ژاک شیراک و مادلین آلبرایت و سازمان‌های بین‌المللی باعث شد وی در سال ۲۰۰۱ و پس از گذشت مجموعاً ۲۸ ماه از زمان دستگیری از زندان آزاد گردد. پس از آزادی وی به فرانسه بازگشت و به ادامه تدریس در دانشگاه سوربن در کنار نویسندگی مشغول شد.
پس از مرگ ژنرال لانسانا کونته کاپیتان موسی دادیس کامارا در یک کودتای بدون خونریزی در دسامبر ۲۰۰۸ قدرت را به دست گرفت. اواخر سپتامبر ۲۰۰۹ تظاهرات آرام هواداران مخالفین در کوناکری به شدت توسط نیروهای امنیتی و پلیس گینه سرکوب شد. این حادثه خونین خشم و اعتراض گسترده جامعه بین‌المللی را برانگیخت. آلفا که پیشرو مخالفین این کشور بود تصمیم گرفت در جهت خارج کردن قدرت از دست نظامیان و در مسیر دمکراسی گام بردارد.
دادیس کامارا ۳ دسامبر ۲۰۰۹ به دست یکی از نظامیان نزدیک خود به نام ابوبکر سیدیکی جاکیته، معروف به «تومبا» از ناحیه سر هدف گلوله قرار گرفت و به شدت زخمی شد.
ژنرال سکوبا کوناته، کفیل ریاست جمهوری گینه از زمان سوءقصد نافرجام به موسی دادیس کامارا، اداره امور را در دست گرفت.
هیئت نظامی حاکم بر گینه کوناکری که تحت فشارهای شدید بین‌المللی و مخالفین داخلی قرار داشت برای آرام کردن اوضاع در داخل و کاهش فشارها و اعتراضات بین‌المللی قبول کرد که تا زمان برگزاری انتخابات سراسری در این کشور با همکاری جناح مخالف امور کشور را اداره کند به همین منظور حکومت انتقالی تشکیل شد.
در ۲۷ ژوئن ۲۰۱۰ اولین انتخابات آزاد و دمکراتیک گینه از زمان استقلال این کشور در سال ۱۹۵۸ برگزار شد و با توجه به تعدد نامزدها، این انتخابات به دور دوم کشیده شد. سر انجام در انتخابات ۷ نوامبر ۲۰۱۰  آلفا کنده به عنوان اولین رئیس‌جمهور گینه در انتخابات به پیروزی رسید.
وی پس از پیروزی به تمام اقوام و گروه‌های گینه‌ای پیشنهاد همکاری داده و اعلام کرده‌است که قصد تشکیل حکومت وحدت ملی را دارد.
آلفا کنده ۸۷ ساله همچنین کتاب و مقاله‌های مختلفی در زمینه‌های سیاسی، اجتماعی، حقوق و... در رابطه با گینه نوشته‌است.